# 国際捜査共助等に関する法律
国際捜査共助等に関する法律（こくさいそうさこうじょとうにかんするほうりつ、昭和55年5月29日法律第69号）は、外国の要請により、当該外国の刑事事件の捜査に必要な証拠の提供（受刑者証人移送を含む）について互いに助け合うことに関する法律である。制定等の題名は「国際捜査共助法」であり、2004年の改正で、証拠の提供に加えて、受刑者証人移送を行うことができることに伴い、現行の題名に改題された。

## 所管官庁
- 法務省刑事局国際刑事管理官職
- 法務省矯正局成人矯正課 - 第4章「外国受刑者の拘禁」を所掌
- 外務省総合外交政策局国際安全・治安対策協力室
- 警察庁警備局外事課

## 構成
- 第一章　総則（第1条―第4条）
- 第二章　証拠の収集等（第5条―第18条）
- 第三章　国内受刑者に係る受刑者証人移送（第19条―第22条）
- 第四章　外国受刑者の拘禁（第23条―第26条）
- 附則